# ABCDEFU
ABCDEFU è un singolo della cantante statunitense Gayle, pubblicato il 13 agosto 2021 come primo estratto dal primo EP A Study of the Human Experience Volume One.

## Descrizione
Il brano, che ha iniziato a ricevere popolarità grazie alla piattaforma TikTok, è indirizzato all'ex della cantante ed è stato identificato dalla critica specializzata nei generi dell'alt rock, del pop, del pop punk e del pop rock. La cantante «salva» solo il cane del suo ex, mentre rivolge la stessa parola a lui, a sua madre, a sua sorella, al suo lavoro e ai suoi amici.
Ai Billboard Music Awards ABCDEFU ha ricevuto la candidatura per la miglior canzone virale, mentre agli MTV Video Music Awards 2022 ha garantito alla cantante una nomination per il miglior artista esordiente e una per l'esibizione Push dell'anno.

## Promozione
Gayle ha fatto il suo debutto televisivo nazionale eseguendo il pezzo al Tonight Show di Jimmy Fallon il 5 gennaio 2022.

## Video musicale

Screenshot tratto dal video del brano

Il video musicale, reso disponibile su YouTube in concomitanza con la pubblicazione del singolo, vede la stessa cantante e alcuni suoi amici andare a visitare di nascosto la casa del suo ex-partner e fare confusione all'interno di essa, riprendendo tutto con una telecamera.

## Tracce
Testi e musiche di Taylor Gayle Rutherford, Sara Davis e Dave Pittenger.
Download digitale, streaming
1. ABCDEFU – 2:48

Download digitale, streaming – Nicer
1. ABC (Nicer) – 2:48

Download digitale, streaming – demo
1. ABCDEFU (Demo) – 2:35

Download digitale, streaming – Chill
1. ABCDEFU (Chill) – 2:56

Download digitale, streaming – Angrier
1. ABCDEFU (Angrier) – 2:39

Download digitale, streaming – 2ª versione
1. ABCDEFU (feat. Royal & the Serpent) – 2:49

Download digitale, streaming – The Wild Remix
1. ABC (The Wild Remix) – 3:02

## Formazione
Hanno partecipato alle registrazioni, secondo le note di copertina:
- Gayle – voce
- Pete Nappi – strumentazione, produzione, missaggio
- Dave Pittenger – produzione vocale
- Daniel Rowland – mastering

## Successo commerciale
In madrepatria il singolo ha raggiunto il 9º posto della Billboard Hot 100 nella pubblicazione del 22 gennaio 2022 grazie a 25,4 milioni di audience radiofonica, 16,5 milioni di stream e 10 200 download digitali, divenendo il primo ingresso in top ten per Gayle.
Nella Official Singles Chart del Regno Unito ABCDEFU ha debuttato nella pubblicazione del 25 novembre 2021 al 40º posto con 10 011 unità di vendita. Nella sua seconda settimana è salito alla 14ª posizione grazie a 20 525 vendite, mentre nella terza ha aumentato le sue consumazioni del 56,21% arrivando così 2º dietro Easy on Me di Adele. Dopo aver oscillato per quattro settimane entro la top twenty a causa del periodo natalizio, nella pubblicazione del 13 gennaio 2022 è ritornato al suo picco bloccato ancora alla vetta da Easy on Me. Dopo altri sette giorni è riuscito a salire al primo posto con 41 079 unità, facendo di Gayle l'artista più giovane (17 anni) ad imporsi al numero uno in classifica da Olivia Rodrigo che alla stessa età ottenne tale risultato l'anno precedente. È stato spodestato dopo una sola settimana da We Don't Talk About Bruno interpretato dal cast del film Encanto, perdendo una posizione e mantenendo 41 780 unità. È risultata la 13ª canzone più consumata nel paese durante la prima metà del 2022.

## Classifiche

### Classifiche settimanali
| Classifica (2021-23) | Posizione massima |
| -------------------- | ----------------- |
| Australia            | 2                 |
| Austria              | 1                 |
| Belgio (Fiandre)     | 2                 |
| Belgio (Vallonia)    | 1                 |
| Bielorussia          | 62                |
| Bulgaria             | 5                 |
| Canada               | 2                 |
| Corea del Sud        | 5                 |
| Croazia              | 6                 |
| Danimarca            | 9                 |
| Estonia              | 145               |
| Filippine            | 14                |
| Finlandia            | 1                 |
| Francia              | 4                 |
| Germania             | 1                 |
| Grecia               | 4                 |
| India                | 5                 |
| Indonesia            | 15                |
| Irlanda              | 1                 |
| Islanda              | 1                 |
| Italia               | 6                 |
| Lituania             | 2                 |
| Lussemburgo          | 1                 |
| Malaysia             | 1                 |
| Moldavia             | 41                |
| Norvegia             | 1                 |
| Nuova Zelanda        | 3                 |
| Paesi Bassi          | 4                 |
| Paraguay             | 120               |
| Perù                 | 72                |
| Polonia              | 2                 |
| Portogallo           | 3                 |
| Regno Unito          | 1                 |
| Repubblica Ceca      | 3                 |
| Romania              | 4                 |
| Russia               | 2                 |
| Singapore            | 2                 |
| Slovacchia           | 5                 |
| Spagna               | 30                |
| Stati Uniti          | 3                 |
| Sudafrica            | 20                |
| Svezia               | 1                 |
| Svizzera             | 1                 |
| Ucraina              | 1                 |
| Ungheria             | 4                 |
| Vietnam              | 15                |

### Classifiche di fine anno
| Classifica (2021) | Posizione |
| ----------------- | --------- |
| Ungheria          | 54        |
| Classifica (2022) | Posizione |
| Australia         | 12        |
| Austria           | 2         |
| Belgio (Fiandre)  | 5         |
| Belgio (Vallonia) | 3         |
| Brasile           | 163       |
| Canada            | 9         |
| Corea del Sud     | 60        |
| Danimarca         | 41        |
| Francia           | 15        |
| Germania          | 4         |
| Islanda           | 4         |
| Italia            | 35        |
| Lituania          | 44        |
| Norvegia          | 29        |
| Nuova Zelanda     | 20        |
| Paesi Bassi       | 48        |
| Regno Unito       | 17        |
| Russia            | 10        |
| Stati Uniti       | 17        |
| Svezia            | 42        |
| Svizzera          | 8         |
| Ucraina           | 13        |
| Ungheria          | 33        |
| Vietnam           | 65        |
| Classifica (2023) | Posizione |
| Bielorussia       | 79        |
| Moldavia          | 138       |
| Russia            | 141       |
| Ucraina           | 45        |
| Classifica (2024) | Posizione |
| Bielorussia       | 136       |
| Ucraina           | 108       |

## Date di pubblicazione
| Paese                 | Data              | Formato                      | Versione       | Nota    |
| --------------------- | ----------------- | ---------------------------- | -------------- | ------- |
| Mondo                 | 13 agosto 2021    | Download digitale, streaming | Originale      | [ 90 ]  |
| Mondo                 | 14 agosto 2021    | Download digitale, streaming | Nicer          | [ 91 ]  |
| Mondo                 | 10 settembre 2021 | Download digitale, streaming | Demo           | [ 92 ]  |
| Mondo                 | 17 settembre 2021 | Download digitale, streaming | Chill          | [ 93 ]  |
| Mondo                 | 24 settembre 2021 | Download digitale, streaming | Angrier        | [ 94 ]  |
| Mondo                 | 19 novembre 2021  | Download digitale, streaming | 2ª versione    | [ 95 ]  |
| Italia                | 26 novembre 2021  | Contemporary hit radio       | Originale      | [ 96 ]  |
| Stati Uniti d'America | 7 dicembre 2021   | Contemporary hit radio       | Originale      | [ 97 ]  |
| Mondo                 | 31 dicembre 2021  | Download digitale, streaming | The Wild Remix | [ 98 ]  |
| Mondo                 | 18 febbraio 2022  | CD                           | Originale      | [ 99 ]  |
| Mondo                 | 12 agosto 2022    | 7"                           | Originale      | [ 100 ] |